# Panč Mahal
Panč Mahal (hindsky पंच महल) je palác ve městě Fatehpur Síkrí v indickém státě Uttarpradéš. S výškou 21 m se jedná o jednu z nejvyšších staveb v dané lokalitě. Je památkově chráněná.
Název odkazuje na číslovku pět v hindštině (panč) a počet poschodí, které budova má. Známý je také pod názvem palác větrů (v hindštině  Havá mahal).
Projekt stavby údajně schválil sám mughalský císař Akbar Veliký. Budova stojí blízko objektu harému, pravděpodobně měla sloužit pro odpočinek a zábavu, případně pro ženy z císařského dvora. Přesné užití stavby se však nezná. Stavba vyniká nejen svojí výškou ale nerovnoměrným rozčleněním jednotlivých poschodí. Inspirována byla nejspíše architekturou buddhistických chrámů. 
Jednotlivá poschodí podpírají sloupy, jejich plocha se však asymetrickým způsobem směrem nahoru snižuje. Použito bylo celkem 176 sloupů, ty doplňovaly prolamované přepážky (džhálí), které se do současné doby nedochovaly. Sloupy jsou bohatě zdobené, motivy jsou různé a často se neopakují. Objevuje se vegetabilní dekor, vyobrazen je např. mangovník, vázy s květinami apod.). Průměr sloupů se ve vyšších patrech snižuje. V přízemí jsou uspořádány do 8 sloupců a 6 řad, v prvním patře do 6 sloupců a 4 řad, ve druhém patře do 5 sloupců a tří řad, ve třetím 2 sloupce o čtyřech sloupech každé. Horní patro je podpíráno čtyřmi sloupy a zakončeno typickou indickou dekorativní vížkou (čhatrí).
Palác je otevřený ze všech stran. Původně byl nejspíše napojen na královské komnaty a královnin palác.
Obdobným způsobem, jako v případě tohoto paláce byly postaveny terasy i u Akbarovy hrobky v Sikandře.